# Анджей Фрич Моджевський
Анджей Пйотр Моджевський гербу Ястребець, більше відомий як Анджей Фрич Моджевський (пол. Andrzej Frycz Modrzewski, лат. Andreas Fricius Modrevius; 1503, Вольбуж — 1572, там само) — польський державний та релігійний діяч, реформатор, продовжувач традицій Яна Остророга. Був секретарем канцлера Яна Ласького.

## Життєпис
Походив з дрібношляхетської родини.
Після закінчення Краківської академії навчався в Німеччині у Меланхтона. У своїх працях висував тези щодо необхідності посилення влади короля, реформ законів, судів та всієї системи виховання
Разом з тим виступав і як релігійний реформатор. Спочатку виходив з вчення Лютера, а пізніше намагався демократизувати релігію, спираючись на принципи кальвінізму. При розгляді релігійних питань Моджевський дуже часто посилався на теорію зрілого раціоналізму. Він вимагав віддавати «на осуд розуму» всі релігійні питання та виступав за дотримання принципу терпимості у питаннях релігійної віри.

## Вшанування
Якийсь час теперішня вулиця Белзька у Львові називалась іменем А. Ф. Моджевського. 